# Ophiomyia suavis
Ophiomyia suavis este o specie de muște din genul Ophiomyia, familia Agromyzidae, descrisă de Spencer în anul 1966. Conform Catalogue of Life specia Ophiomyia suavis nu are subspecii cunoscute.